# Bactrocera trichota
Bactrocera trichota är en tvåvingeart som först beskrevs av May 1962.  Bactrocera trichota ingår i släktet Bactrocera och familjen borrflugor. Inga underarter finns listade.